# San Rafael de Ocampo
San Rafael de Ocampo es una localidad del estado mexicano de Aguascalientes. Es parte del municipio de Asientos.

## Toponimia
El nombre «San Rafael» hace referencia al santo patrono de la localidad: San Rafael Arcángel.

## Demografía
| Gráfica de evolución demográfica |
|                                  |

| Censo | Población |
| ----- | --------- |
| 1900  | 471       |
| 1910  | 606       |
| 1921  | 464       |
| 1930  | 576       |
| 1940  | 424       |
| 1950  | 585       |
| 1960  | 710       |
| 1970  | 524       |
| 1980  | 649       |
| 1990  | 758       |
| 2000  | 866       |
| 2010  | 884       |
| 2020  | 1 002     |